# Bernd Karbacher
Bernd Karbacher, né le 3 avril 1968 à Munich, est un joueur de tennis allemand.
Durant sa carrière professionnelle commencée en 1989, il a gagné deux titres en simple sur le circuit ATP à Cologne en 1992 et à Bastad en 1994. Il a par ailleurs joué aussi une finale à Indianapolis en 1995, après avoir battu Pete Sampras. Outre cette victoire sur Sampras, il a aussi battu Boris Becker, Ivan Lendl, Michael Chang, Sergi Bruguera et Goran Ivanišević durant sa carrière.
En double messieurs, il a gagné un titre à Schenectady en 1993 avec Andreï Olhovskiy.
Il a mis fin à sa carrière professionnelle. Son meilleur classement en simple fut 22e à l'ATP, en 1995.

## Palmarès

### Titres en simple messieurs
| No | Date       | Nom et lieu du tournoi | Catégorie    | Dotation  | Surface      | Finaliste       | Score    |  |
| -- | ---------- | ---------------------- | ------------ | --------- | ------------ | --------------- | -------- |  |
| 1  | 14-09-1992 | Cologne Open, Cologne  | World Series | 240 000 $ | Terre (ext.) | Marcos Ondruska | 7-6, 6-4 |  |
| 2  | 04-07-1994 | Swedish Open, Båstad   | World Series | 288 750 $ | Terre (ext.) | Horst Skoff     | 6-4, 6-3 |  |

### Finale en simple messieurs
| No | Date       | Nom et lieu du tournoi          | Catégorie           | Dotation  | Surface    | Vainqueur      | Score    |  |
| -- | ---------- | ------------------------------- | ------------------- | --------- | ---------- | -------------- | -------- |  |
| 1  | 14-08-1995 | RCA Championships, Indianapolis | Championship Series | 915 000 $ | Dur (ext.) | Thomas Enqvist | 6-4, 6-3 |  |

### Titre en double messieurs
| No | Date       | Nom et lieu du tournoi        | Catégorie    | Dotation  | Surface    | Partenaire       | Finalistes               | Score         |  |
| -- | ---------- | ----------------------------- | ------------ | --------- | ---------- | ---------------- | ------------------------ | ------------- |  |
| 1  | 23-08-1993 | OTB International Schenectady | World Series | 175 000 $ | Dur (ext.) | Andreï Olhovskiy | Byron Black Brett Steven | 2-6, 7-6, 6-1 |  |

### Finale en double mixte
| No | Date       | Nom et lieu du tournoi | Catégorie | Dotation    | Surface    | Vainqueurs              | Partenaire | Score        |          |
| -- | ---------- | ---------------------- | --------- | ----------- | ---------- | ----------------------- | ---------- | ------------ | -------- |
| 1  | 31-12-1993 | Hopman Cup VI Perth    | ITF       | 760 000 AU$ | Dur (int.) | Jana Novotná Petr Korda | Anke Huber | 2 matchs à 1 | Parcours |

## Autres performances
- Internationaux de France : quart de finale en 1996
- Masters de Hambourg : demi-finale en 1993